# حسین فهمی (بازیکن فوتبال)
حسین فهمی (عربی: حسين فهمي؛ زادهٔ ۱۹ مهٔ ۱۹۸۱) یک بازیکن فوتبال اهل مصر است.

## تیم ملی
وی همچنین در تیم ملی فوتبال مصر بازی کرده است.